# アルタモント通勤急行
アルタモント通勤急行（Altamont Corridor Express、略称：ACE）は、アメリカ合衆国カリフォルニア州のサンノゼとストックトンの86マイル(138km)間を、約2時間20分ほどで結ぶ通勤列車である。1998年に開業した。鉄道路線はユニオン・パシフィック鉄道が所有している。駅数は全部で10ある。

## 路線データ
- 開業年：1998年10月19日
- 路線距離（営業キロ）：約134.8km (86mi)
- 軌間：1435mm（標準軌、4 ft 8½ in）
- 最高速度：約153km (95mi)
- 駅数：全10駅（起終点駅含む）
- 複線区間：全線複線
- 電化区間：無し（全線非電化）
- 運賃制度：距離制

## 鉄道駅
- ストックトン (Robert J. Cabral Station, Stockton)
- ラスロップ・マンテカ (Lathrop, California/Manteca, California)
- トレーシー (Tracy, California)
- バスコ・ロード (Vasco Road, Livermore, California)
- リバモア (Livermore)
- プレザントン (Pleasanton, California)
- フリーモント (Centerville District, Fremont, California)
- グレート・アメリカ (Great America Santa Clara, California)
- サンタクララ (Santa Clara)
- サンノゼ (Diridon Station, San Jose, California)

2012年まで、サンタクララ駅はユニオンパシフィックが作業用に利用しており、一時的に旅客駅としては利用できないようになっていた。それに応じてアルタモント急行は一時的にシャトルバスを運行していた。通勤利用客はカルトレインを利用してサンノゼとサンタクララ間を無料で利用することが出来た。
2006年現在、アルタモント急行は2路線の拡大工事をしており、開通すれば、
- モデストとサクラメント間
- ストックトンとピッツバーグ間

が利用できるようになる。
2012年12月、ブランド名をAltamont Commuter ExpressからAltamont Corridor Expressに変更した。
2018年、アルタモント通勤急行を運営しているサン・ホアキン・リージョナル・コミッション（SJRRC）はシーメンス社のチャージャーを4機導入する契約を結んだ。第1号機は2019年12月に完成する予定となっている。